# Jumada al-awwal
Jumada al-awwal (arabiska: جُمَادَىٰ ٱلْأَوَّل), även känd som jumada al-ula (arabiska: جُمَادَىٰ ٱلْأُولَىٰ) är den femte månaden i den islamiska kalendern. Den islamiske profeten Muhammeds dotter Fatima gick bort den 14 jumada al-awwal år 11 AH, 632 e.Kr. Hon gick bort ungefär tre månader efter sin far då hon var 18 år gammal.